# Revolució Industrial a Catalunya
La Revolució Industrial a Catalunya és la transposició a Catalunya, a partir de l'any 1832 de la Revolució Industrial que s'havia iniciat a Anglaterra a la segona meitat del segle xviii i fortament vinculat amb el desenvolupament de la indústria del cotó.

## Marc històric previ
La derrota de 1714 va comportar el tancament de les universitats catalanes, en especial la de Barcelona, que va ser substituïda per la Universitat de Cervera, ciutat que havia fet costat a la causa felipista. A més, en un primer moment, fins i tot es va prohibir als habitants de l'extinta Corona d'Aragó el comerç amb Amèrica.
Com a resposta, la societat civil catalana, amb la voluntat de contribuir al desenvolupament cultural i de modernitzar l'economia del país, va impulsar la creació de noves institucions dedicades al foment de les lletres i les ciències (acadèmies i escoles), així com d'una sèrie d'institucions econòmiques. I, pel que fa al comerç, no van faltar empreses catalanes que es van decidir a operar des dels ports andalusos.
El segle xviii fou una etapa de creixement econòmic i demogràfic a Catalunya. La població del Principat va passar de 700.000 habitants l'any 1717 a 1.200.000 el 1787, a conseqüència de la davallada de la mortalitat i d'un notable augment de la natalitat.
Cap al 1725 Catalunya començà un procés de transformació econòmica que va assentar les bases del progrés industrial del segle xix. L'especialització agrària, el desenvolupament de les manufactures tradicionals, l'aparició d'una nova indústria cotonera i la consolidació d'una economia de mercat orientada a l'exportació van ser els eixos d'aquesta modernització.

## Cronologia

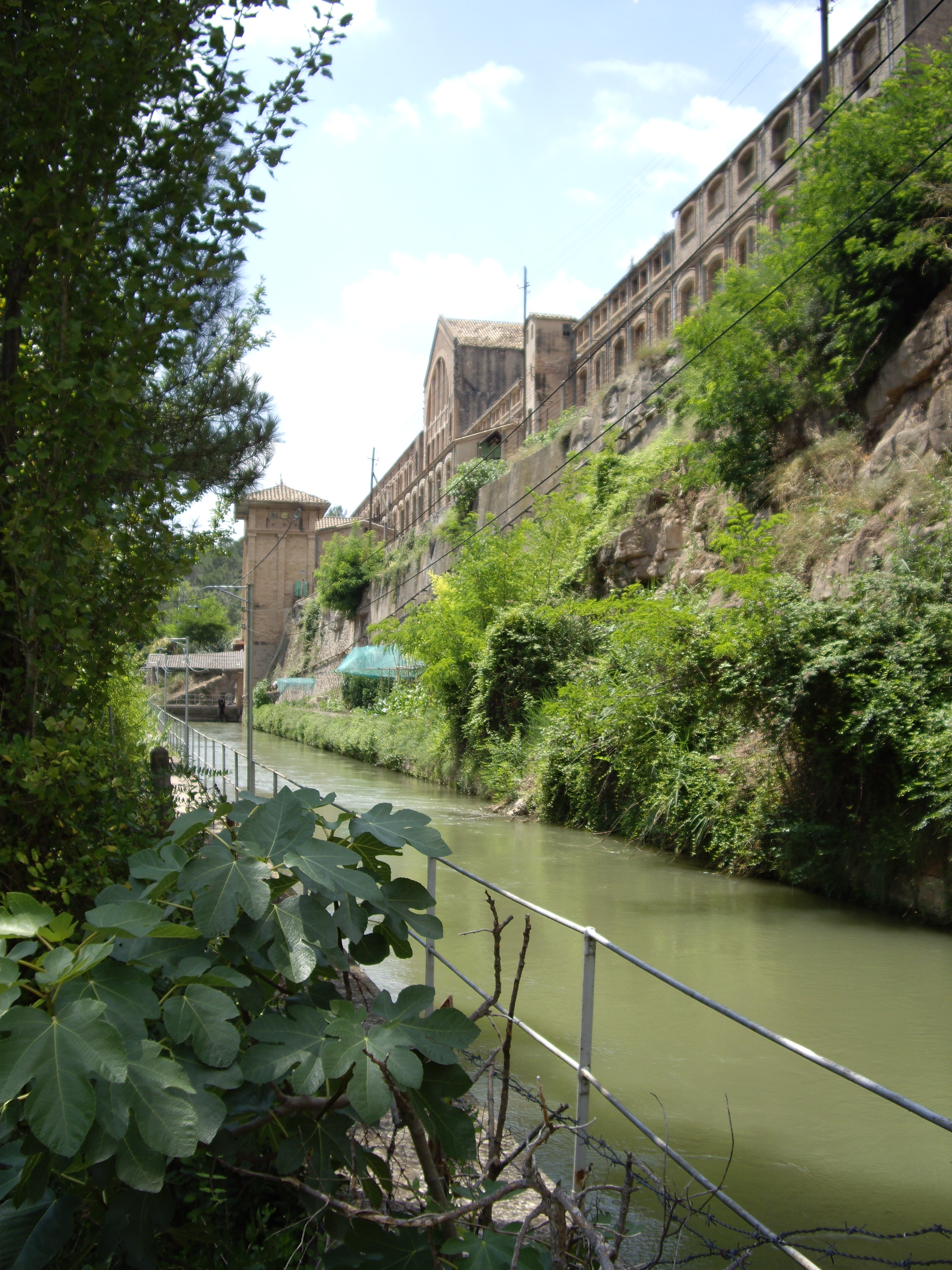
La Colònia Vidal, a Puig-reig, ha conservat tot el seu patrimoni industrial dels inicis de la Revolució Industrial. La colònia constava d'un complex fabril dedicat al filat i al teixit del cotó, i d'una zona residencial on vivien els obrers amb els serveis bàsics (botigues, safareig, església, farmàcia i escola). A la fotografia, en primer terme, s'observa el canal per aprofitar la força de l'aigua i, al damunt, la fàbrica

### Antecedents
- Creació de la Companyia de Comerç de Barcelona - 1755
- Decret de la rabassa morta - 1756.
- Creació de la Junta de Comerç - 1758.
- Decret de llibertat de comerç amb Amèrica - 1784

### Revolució industrial
- Primer servei regular de diligències el 1815, entre Reus i Barcelona.
- Fundació a Barcelona de la fàbrica Bonaplata - 1832, primera fàbrica de vapor de Catalunya i de l'estat espanyol.
- Bonaventura Carles Aribau publica "Oda a la Pàtria" - 1833.
- Primera Guerra carlina, del 1833 al 1840, entre dues concepcions diferents de la societat liberal que es forja: la republicana i la carlista.
- Desamortització de Mendizábal - 1836, se subhasta el patrimoni dels clergues entre la burgesia urbana i rural, la qual cosa dinamitza la producció agrària i consolida la propietat privada.
- Segona Guerra carlina, del 1840 al 1868, només a Catalunya.
- Aixecament de Barcelona contra Espartero i bombardeig de la ciutat -1842.
- Fundació de la Caixa d'Estalvis de la Província de Barcelona, al 1844, primera caixa d'estalvis.
- Construcció del tram ferroviari Mataró-Barcelona, al 1848.
- Bienni Progressista, del 1854 al 1856. El Partit Progressista pretén reformar el sistema polític del regnat d'Isabel II, dominat pel Partit Moderat des de 1844, aprofundint en les característiques pròpies del règim liberal.
- Primera vaga general obrera del sector tèxtil, al 1855.
- Fracàs del pronunciament carlí de Sant Carles de la Ràpita, al 1860.
- Narcís Monturiol fa el primer submarí propulsat per un motor de combustió, el 1864.
- Sexenni Democràtic, del 1868 al 1874.
- El 1875, la Maquinista Terrestre i Marítima és il·luminada amb llum elèctrica; va ser la primera fàbrica a ser-ho.
- El 1881 es funda la Societat Espanyola d'Electricitat a Barcelona, primera empresa que produïa i distribuïa fluid elèctric a altres consumidors.[4]
- L'Exposició Universal de 1888 es realitza a Barcelona entre el 8 d'abril i el 9 de desembre de 1888.
- L'enginyer català Francesc Bonet, el 1889 fabrica el tricicle en què podien viatjar 4 persones i fou el primer vehicle mogut amb motor realitzat a l'estat, amb una velocitat similar a la d'una persona a peu.
- el 14 de juny de 1904 es fundà a Barcelona la Hispano-Suiza, SA, fàbrica d'automòbils.
- Fundació de la Secció de Ciències de l'Institut d'Estudis Catalans, el 1911.
- Prat de la Riba dirigeix la Mancomunitat de Catalunya, el 1914.
- Posada en funcionament de la central hidroelèctrica de Capdella per part de l'empresa Energia Elèctrica de Catalunya el 1914. Fou la primera de les grans centrals hidroelèctriques, la producció de les quals possibilitaren l'ús de l'electricitat com a força motriu en les fàbriques.
- Esteve Terradas guanya el concurs per ocupar la direcció de la Secció de Telèfons de la Mancomunitat de Catalunya, el 1916, que havia de fer arribar el telèfon fins a tots el racons de Catalunya, i s'instal·la l'any 1924 la primera central automàtica a Balaguer.
- Esteve Terradas és triat per dirigir la Secció de Ferrocarrils Secundaris de la Mancomunitat, el 1918, que havia de descentralitzar el territori, tasca que no s'arribà a completar perquè el 1923 s'instaura la dictadura de Primo de Rivera.
- Esteve Terradas funda l'Institut d'Electricitat i Mecànica Aplicades, el 1919, que dirigeix ell mateix.
- Fundació del Banc de Catalunya al 1920.
- Albert Einstein visita Barcelona el 1923, com a part dels Cursos Monogràfics d'Alts Estudis i d'Intercanvi organitzats per la Mancomunitat de Catalunya.
- Esteve Terradas és nomenat director d'obres dels Ferrocarrils de la Mancomunitat de Catalunya (1923-1925) i projectà la construcció del Ferrocarril Metropolità Transversal de Barcelona, inaugurat l'any 1926, i d'altres línies de ferrocarrils de Catalunya.
- Se celebra l'Exposició Internacional de Barcelona, del 20 de maig de 1929 al 15 de gener de 1930.